# Santiago Arróspide Sarasola
Santiago Arróspide Sarasola (Lasarte, Guipúzcoa, 2 de febrero de 1948), conocido también por su alias de Santi Potros, es un terrorista español que militó en la organización Euskadi Ta Askatasuna (ETA). Inductor del atentado de Hipercor de 1987, el más sangriento de la historia de ETA con 21 muertos, fue detenido el 30 de septiembre de 1987 en Anglet, Francia.

## Biografía

### Primeros años
Plastificador de profesión, durante los últimos años de la dictadura franquista fue militante de EGI, las juventudes del Partido Nacionalista Vasco. En octubre de 1968 fue detenido y acusado de asociación ilícita y propaganda ilegal, siendo condenado por el Tribunal de Orden Público a un año de prisión.

### Ingreso a ETA
En 1974 ingresó en ETA y en 1976 ya formaba parte de los comandos Bereziak (especiales) de ETA político-militar. Fue amnistiado en julio de 1977 y se exilió al País Vasco francés, donde se unió a ETA militar en 1978. En 1984 logró el estatuto de refugiado en Francia, pero el 30 de septiembre de 1987 fue detenido en Anglet.
El 4 de julio de 1990 fue condenado a 10 años de prisión en Francia por asociación de malhechores y tenencia ilícita de armas, siendo extraditado a España el 21 de diciembre de 2000 por el atentado de Hipercor y juzgado con el Código Penal de 1973. 
En julio de 2003 la justicia española lo condenó a 790 años de cárcel por ordenar el atentado de Hipercor en junio de 1987, que se saldó con 21 muertos y 45 heridos, y a 1.572 años por su implicación en el atentado de la plaza de la República Dominicana de Madrid en 1986, en el que murieron 12 guardias civiles. Se le aplicó de manera retroactiva la doctrina Parot, por lo que inicialmente debía permanecer en prisión hasta 2030. La derogación en 2013 de la aplicación retroactiva de la doctrina Parot por parte del Tribunal Europeo de Derechos Humanos fijó un nuevo límite a su condena, establecido finalmente en 2025.
La aplicación por parte de la Audiencia Nacional de una decisión marco de la Unión Europea de 2008 sobre cómputo de condenas en países comunitarios cambió la fecha de su puesta en libertad. Siguiendo la decisión marco, a la condena que Santi Potros cumplía en España, había que descontarle la condena que ya había cumplido en Francia, por lo que debería haber abandonado la cárcel de Villena, en la que cumplía condena, el 27 de enero de 2013. Finalmente, y de acuerdo con la decisión marco de la Unión Europea de 2008, fue puesto en libertad por la Audiencia Nacional el 4 de diciembre de 2014.
El 19 de enero de 2015 la justicia española ordenó de nuevo su detención por un atentado cometido en Barcelona en 1987, en el que murió un civil y resultaron heridos varios agentes; siendo detenido en Lasarte-Oria mediante una acción conjunta de la Policía Nacional y la Guardia Civil. El 10 de marzo el Tribunal Supremo anuló la decisión de la Audiencia Nacional que decretaba su puesta en libertad por acumulación de penas. En junio fue condenado a 17 años de cárcel por el intento de asesinato del exfiscal general del Estado Luis Antonio Burón Barba en Madrid en 1986, y en octubre fue condenado a otros 94 años por el atentado cometido en Barcelona en 1987. Finalmente, fue excarcelado el 5 de agosto de 2018. Abandonó la prisión de Topas, en Salamanca, tras pasar 31 años en prisión: 13 en Francia y 18 en España.